# Myiopharus ancillus
Myiopharus ancillus är en tvåvingeart som först beskrevs av Walker 1853.  Myiopharus ancillus ingår i släktet Myiopharus och familjen parasitflugor. Inga underarter finns listade i Catalogue of Life.